# ریچارد کونته
ریچارد کونته (انگلیسی: Richard Conte؛ ۲۴ مارس ۱۹۱۰ – ۱۵ آوریل ۱۹۷۵) هنرپیشه و کارگردان اهل ایالات متحده آمریکا بود.

## گزیده فیلمشناسی
از فیلم‌ها یا برنامه‌های تلویزیونی که وی در آن نقش داشته است می‌توان به آثار زیر اشاره کرد.
- ۱۱ یار اوشن (۱۹۶۰)
- بلو گاردنیا (۱۹۵۳)
- فردا گریه خواهم کرد (فیلم) (۱۹۵۵)
- قلب ارغوانی (۱۹۴۴)
- قدم زدن زیر آفتاب (۱۹۴۵)
- خانه غریبه‌ها (۱۹۴۹)
- گرداب (فیلم ۱۹۴۹) (۱۹۴۹)
- تسخیرناپذیران (۱۹۵۹) (۱۹۵۹- فصل ۲ قسمت ۱۵)
- دنیای سیرک (۱۹۶۴)
- بزرگ‌ترین داستان عالم (۱۹۶۵)
- هتل (فیلم ۱۹۶۷) (۱۹۶۷)
- مجازات مرگ (فیلم ۱۹۶۸) (۱۹۶۸)
- تونی آرزنتا (۱۹۷۳)
- میلان می‌لرزد: پلیس به‌دنبال عدالت (۱۹۷۳)
- خانمی در سیمان ()
- سرزنده ()
- پدرخوانده ()
- آنا، آن لذت خاص ()